# Cmentarz żydowski w Kleczewie
Cmentarz żydowski w Kleczewie – cmentarz żydowski mieścił się w Kleczewie przy Alei 600-Lecia. Mieścił się za bóżnicą i mykwą. 
W czasie II wojny światowej cmentarz został zniszczony przez Niemców. Wykopane na cmentarzu kości złożono w jednym dole, na którego miejscu ustawiono następnie toaletę publiczną.
Na miejscu cmentarza zbudowano następnie stadion piłkarski.